# Cosmopterix isotoma
Cosmopterix isotoma là một loài bướm đêm thuộc họ Cosmopterigidae. Loài này có ở Brasil (Distrito Federal, Para) và Guyana.
Cá thể trưởng thành được ghi nhận vào tháng 2, tháng 4 và tháng 7, cho thấy có hơn hai thế hệ mỗi năm.